# Paseo del Prado y el Buen Retiro, paisaje de las artes y las ciencias
El Paseo del Prado y el Buen Retiro, paisaje de las artes y las ciencias, conocido también como Paisaje de la Luz, es un paisaje cultural declarado Patrimonio Mundial de la Unesco el 25 de julio de 2021, en la XLIV (44) sesión del Comité de Patrimonio Mundial de la Unesco. Está ubicado en la ciudad de Madrid, y comprende 200 hectáreas en las que se ubican 109 elementos situados en el paseo del Prado, los jardines del Buen Retiro, el barrio de los Jerónimos, el Real Jardín Botánico, siendo este último, como unidad, uno de esos elementos, y zonas aledañas. Es el primer bien Patrimonio Mundial de la capital española y el quinto de la Comunidad de Madrid.
El Comité del Patrimonio de la Humanidad de la Unesco lo describe así:

Este paisaje cultural situado en el centro urbano de Madrid evolucionó desde su creación en el siglo XVI como una avenida arbolada, el Paseo del Prado, prototipo de alameda hispánica. El paseo cuenta con fuentes monumentales como la Fuente de Apolo, la Fuente de Neptuno y la Fuente de la Cibeles, símbolo icónico de la ciudad, rodeada de edificios emblemáticos. El sitio representa una idea innovadora del espacio y del urbanismo correspondiente al periodo absolutista ilustrado del siglo XVIII. Los edificios dedicados a las artes y las ciencias se unen a otros dedicados a la industria, a la sanidad y a la investigación. Juntos, representan la aspiración, en el apogeo del Imperio español, a una sociedad utópica ligada a la idea ilustrada de democratización del conocimiento, que tuvo amplia influencia en Latinoamérica. Las 120 hectáreas de los Jardines del Buen Retiro, vestigio del conjunto del Palacio del Buen Retiro construido en el siglo XVII, constituyen la mayor parte del bien. El sitio también incluye el Real Jardín Botánico, dispuesto en terrazas, y el Barrio residencial de los Jerónimos, con una rica variedad de edificios de los siglos XIX y XX que incluyen centros culturales y científicos.
«Paseo del Prado y el Buen Retiro, paisaje de las artes y las ciencias»

## Candidatura
La idea de una candidatura a la Lista de Patrimonio Mundial, aunque con distintos límites del área a considerar, se materializa el año 2014 en el pleno del Ayuntamiento de Madrid, recibiendo el apoyo de todos los partidos políticos representados en la institución.
A esta iniciativa se adhieren el Gobierno de la Comunidad de Madrid y el Ministerio de Educación, Cultura y Deporte —representante oficial del estado español ante la Unesco— junto a colectivos, asociaciones de carácter vecinal, social, científico, cultural, etcétera. Progresivamente, fundaciones e instituciones dentro y fuera del ámbito, así como personas a título individual, muestran su apoyo y contribuyen con su trabajo al objetivo del reconocimiento e inscripción de esta candidatura.
En abril de 2018, tras realizar modificaciones en la primera propuesta de expediente, es elegida por el Consejo del Patrimonio Histórico  para formar parte de la candidatura que presentará el Estado español a la lista del Patrimonio Mundial.
La candidatura se verá reforzada con el Manifiesto de la Luz, en el que se plasma el espíritu de la candidatura y sus principales valores, manifiesto signado por el denominado Consejo Cívico y Social, órgano colegiado que reúne a representantes de diferentes instituciones, encargado de asesorar y proponer las distintas actividades que se lleven a cabo relativas a la candidatura, tanto por el propio Ayuntamiento de Madrid como por las entidades públicas y privadas o por particulares que participen en la candidatura.

## Inscripción
El Comité del Patrimonio Mundial, en su decisión 44 COM 8B.2, habiendo examinado diversa documentación, inscribe el Paseo del Prado y el Buen Retiro, paisaje de las Artes y las Ciencias, España, en la Lista del Patrimonio Mundial sobre la base de los criterios (ii), (iv) y (vi), tomando nota de la siguiente Declaración de Valor Universal Excepcional provisional,  inscripción que se realiza con código de referencia 1618.
El documento de inscripción aporta una breve síntesis; sobre criterios, integridad y autenticidad, así como requisitos de protección y gestión, finalizando con una serie de recomendaciones para que considere la Parte Estado, emplazándole a que presente al Centro del Patrimonio Mundial, a más tardar el 1 de diciembre de 2022, un informe sobre la aplicación de las citadas recomendaciones para que sea examinado por el Comité del Patrimonio Mundial en su 46.ª reunión.

## Ámbito espacial

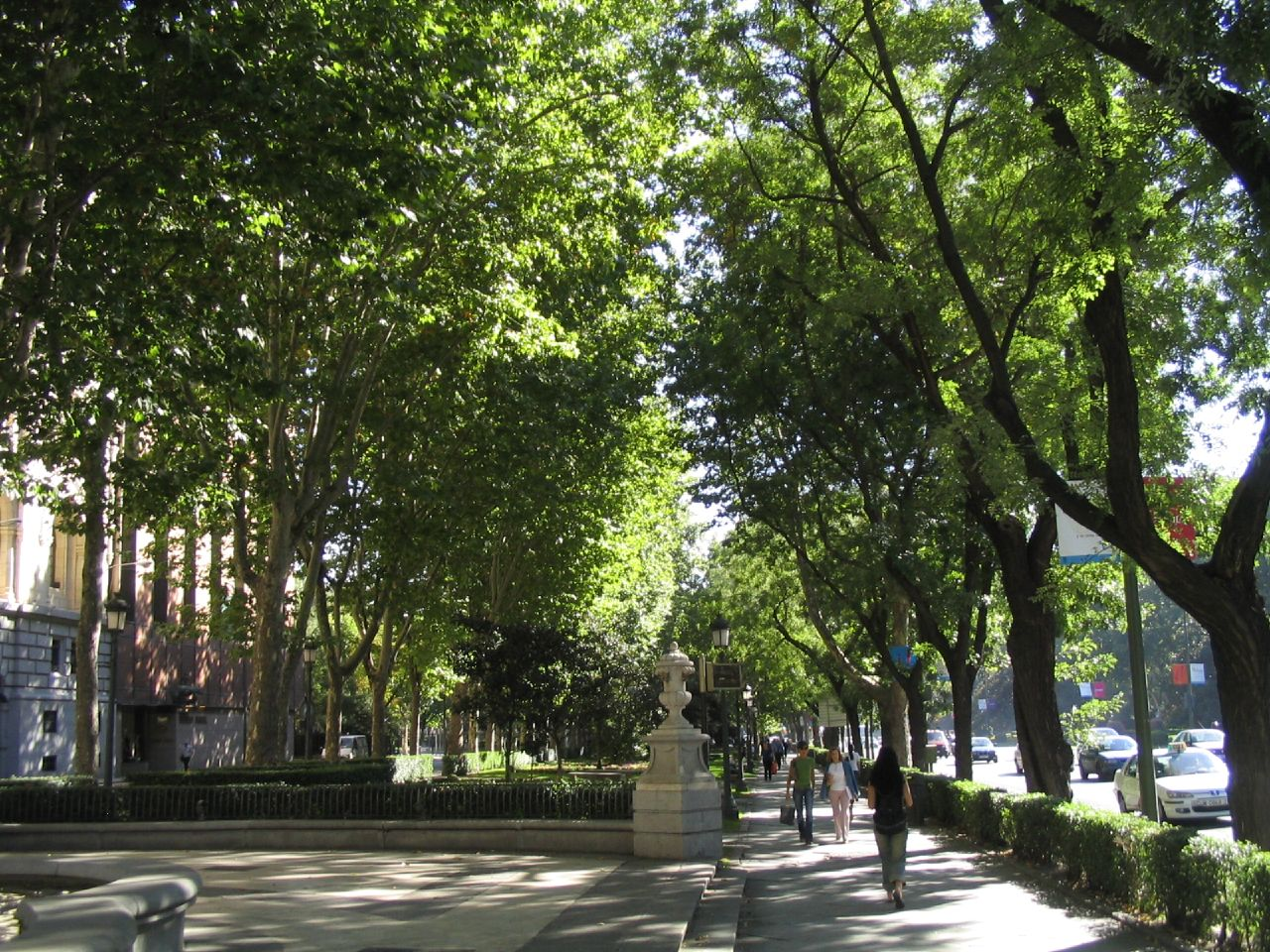
Paseo del Prado de Madrid (2005).

El Paseo del Prado y el Buen Retiro, paisaje de las artes y las ciencias se encuentra en el corazón urbano de Madrid, siendo el Paseo del Prado prototipo de alameda hispánica (avenida arbolada) del siglo XVI, un espacio público basado en la presencia de la naturaleza dentro de la ciudad para el disfrute de los ciudadanos, resultando, así mismo, un ejemplo de una nueva idea de espacio urbano y de un modelo de planeamiento urbanístico del período absolutista ilustrado del siglo XVIII, modelo que se expandió rápidamente, ejerciendo influencia social en América Latina, ilustrando la aspiración de una sociedad utópica durante el apogeo del Imperio español.
Junto con los jardines del Buen Retiro, y combinando cultura y naturaleza, se conforma un paisaje cultural diseñado en un entorno urbano que ha evolucionado durante siglos, y que incluye un conjunto de edificios e instalaciones dedicados a la ciencia y a la educación que, además, embellecen la ciudad, edificios que se unen a otros dedicados a la industria, la sanidad y la investigación, con especial vinculación con las artes y las ciencias, dando como resultado un extraordinario espacio que sigue dedicado a la naturaleza para el ocio de los ciudadanos junto con museos, instituciones culturales y centros de investigación y científicos.

## Elementos singulares
El bien inscrito en la lista de Patrimonio Mundial se compone de 109 elementos que se agrupan en tres clases, monumentos (41), edificios (48) y árboles singulares (20).
En los siguientes apartados se relacionan elementos significativos de cada categoría, sin ser un listado exhaustivo o completo.

### Monumentos
En el apartado de monumentos se relacionan diferentes elementos, hasta sumar cuarenta y uno, como la fuente de Cibeles, el monumento a Velázquez o la estatua de Miguel de Cervantes, junto a espacios más difusos, como el Bosque del Recuerdo o el Real Jardín Botánico de Madrid.

### Edificios
Los cuarenta y ocho edificios se pueden dividir en una serie de grupos, entre los que se mencionan los que siguen.

#### Administrativos
Once edificios, que albergan distintas instituciones administrativas, generalmente relacionadas con la administración pública, como el Palacio de Buenavista, que alberga el Cuartel General del Ejército, el Banco de España, en su sede central, o el Palacio de Cibeles,  dependencias del Ayuntamiento de Madrid, en el extremo norte del paseo del Prado, en la plaza de Cibeles, con la fuente de Cibeles en su centro, uno de los cuarenta y un monumentos inscritos.

#### Culturales
Veintiún edificios, que albergan distintas instituciones, de tipo académicas, como la sede de la Real Academia Española o el edificio de las Cariátides, sede del Instituto Cervantes, entre otras; culturales, como el Palacio de Linares, sede la Casa de América, las Escuelas Aguirre, que alberga la Casa Árabe, y la Serrería Belga, en la que se ubicó Medialab-Prado; educativas, como el Instituto Isabel la Católica, antiguo Instituto-Escuela (Sección Retiro), y el Edificio Retiro de la Universidad Politécnica de Madrid, o con orígenes tecnológicos, como el Real Observatorio de Madrid.
En este apartado también se integran espacios más difusos, como los Jardines de Cecilio Rodríguez o la cuesta de Moyano.

#### Museos
Nueve edificios albergan diferentes museos o dependencias anexas, como el Museo Naval de Madrid, el Museo Nacional de Antropología o el Museo Nacional de Artes Decorativas, junto al Museo Nacional Thyssen-Bornemisza, situado en el Palacio de Villahermosa, el Museo Nacional Centro de Arte Reina Sofía, ocupando parte del Hospital General y de la Pasión, con su sala de exposiciones temporales en el Palacio de Velázquez.
El Museo Nacional del Prado, ubicado en el edificio Villanueva, junto con el Salón de Reinos, el Casón del Buen Retiro y el claustro de los Jerónimos, cierra este elenco museístico, formando, junto al Museo Nacional Thyssen-Bornemisza y el Museo Nacional Centro de Arte Reina Sofía, el llamado  Triángulo del Arte.

#### Servicios
Diferentes edificios, hasta un total de seis, se pueden considerar como asociados con diferentes funciones, como el hotelero, siendo el Hotel Palace y el Mandarin Oriental Ritz dos edificios significativos.
La iglesia de San Jerónimo el Real, la iglesia de San Manuel y San Benito y la iglesia de San José, junto al Hospital Infantil Universitario Niño Jesús, completan este apartado de edificios, junto a los servicios que prestan o acogen, que se consideran integrados en el bien inscrito en la lista de Patrimonio Mundial.

### Árboles singulares
Los árboles singulares integrados en el bien inscrito en la lista de Patrimonio Mundial son veinte, entre ellos, y a modo de ejemplo, el ahuehuete del Buen Retiro, encontrándose distribuidos por el Real Jardín Botánico, el Parque del Retiro y diferentes plazas y paseos aledaños.